# Алиев, Ашраф Агали оглы
Ашраф Агали оглы Алиев (азерб. Əşrəf Ağaəli oğlu Əliyev) — азербайджанский инженер, директор конторы бурения треста «Кагановичнефть», кавалер ордена Ленина.

## Биография
Ашраф Алиев родился в 1898 году в городе Шуша. В январе 1920 года Алиев был направлен правительством Азербайджанской Демократической Республики на учёбу в Германию. Во время учёбы в Горном институте Фрайбурга был активистом Союза студентов-азербайджанцев. Выступал за независимость Азербайджана, отстаивал интересы обучающихся в вузах Германии, Франции и Италии, в советских органах власти.
После 4-х месяцев практической работы на промыслах Ганновера (Германия) и Эльзаса (Франция) Ашраф Алиев вернулся в Баку и был принят на работу в Азнефть А. П. Серебровским. Работал на различных должностях нефтяной промышленности республики, начиная от заместителя начальника Биби-Эйбатского промысла до директора конторы бурения треста «Кагановичнефть».
В 1932 году Ашраф Алиев был удостоен ордена Ленина. Алиев как грамотный специалист пользовался уважением среди советских и партийных работников, а также иностранных специалистов, работавших в Азербайджане.
В годы жизни в Баку Алиев поддерживал отношения с московским корреспондентом немецкой газеты «Кёльнише Цайтунг» — Артуром Юстом и с приезжающими в Баку представителями германской фирмы «Альфред Вирт» — Карлом Иммишем и Альтом Тейгелером.
В 1936 году Ашраф Алиев был арестован органами НКВД. Его обвинили в шпионаже в пользу Германии и антисоветских высказываниях. В 1937 году привлекался по второму делу как активный участник повстанческой организации, целью которой было свержение советской власти в Азербайджане и отделение от СССР.